# Farshad Noor
Farshad Noor (pachto : فرشاد نور) est un footballeur international afghan né le 2 octobre 1994. Il évolue au poste de milieu de terrain au Gokulam Kerala FC.

## Biographie
Il naît à Mazâr-e Charîf en 1994. Sa famille fuit la guerre lorsqu'il a 5 ans et s'installe à Best aux Pays-Bas.

### En club
Il commence le football aux Wilhelmina Boys à Best avant de poursuivre sa formation au PSV Eindhoven à partir de 2004. Il signe son premier contrat professionnel en février 2013. Il fait ses débuts avec le Jong PSV, l'équipe réserve, le 3 août 2013 lors d'un match nul 2-2 face au Sparta Rotterdam. Il marque son premier but le 20 septembre 2013 lors d'une défaite 2-1 face au FC Den Bosch.
En août 2015, il s'engage pour une saison avec le Roda JC en Eredivisie. Il réussit ses débuts avec une passe décisive face au Heracles Almelo le 8 août 2015 (victoire 3-1). Malgré une blessure qui l'éloigne des terrains pendant 3 mois, son contrat est prolongé d'un an grâce à ses très bonnes performances en début de saison. La première partie de saison 2016-17 est plus compliquée pour lui et le club souhaite lui trouver une porte de sortie au mercato hivernal.
En janvier 2017, il est prêté jusqu'à la fin de la saison au SC Cambuur en Eerste Divisie. Il doit se contenter d'un match face à son ancien club, le Jong PSV (victoire 2-0), et d'un match de KNVB Beker face au FC Utrecht (victoire aux tirs au but 2-2 (9-8)).
À l'été 2017, il rejoint l'AFC Eskilstuna pour six mois. Il y marque son unique but le 21 septembre 2017 lors d'une victoire 3-2 face au Örebro SK.
En janvier 2018, il s'engage avec le Nea Salamina en Cyta Championship. Il marque son premier but à l'occasion d'un doublé le 10 mars 2018, lors du Relegation Round face au Doxa Katokopias (victoire 6-2). Il quitte le club après deux saisons.
En mars 2021, il rejoint librement le Persib Bandung après huit mois sans club. Un mois après son arrivée, le club résilie son contrat car l'entraîneur, Robert Alberts, n'est pas satisfait de ses performances.
En juin 2021, il rebondit au Bahreïn du côté de Al Hala SC, fraîchement promu en première division.

### En équipe nationale

#### Pays-Bas
Il reçoit une sélection en équipe des Pays-Bas -16 ans le 6 février 2010 face à l'Italie (défaite 3-1). Il compte également une sélection avec les Pays-Bas -17 ans, là aussi face à l'Italie le 17 septembre 2010 (match nul 0-0).

#### Afghanistan
Il reçoit sa première sélection en équipe d'Afghanistan le 23 mars 2017, en amical contre Singapour (victoire 2-1). 
Il participe ensuite aux éliminatoires du Mondial 2022. À cette occasion, il marque son premier but international le 10 septembre 2019 face au Bangladesh offrant la victoire 1-0 à son équipe.

#### Buts en sélection
| N° | Date              | Lieu                                | Adversaire | Score | Résultat | Compétition                                                         |
| -- | ----------------- | ----------------------------------- | ---------- | ----- | -------- | ------------------------------------------------------------------- |
| 1. | 10 septembre 2019 | Stade Pamir, Douchanbé, Tadjikistan | Bangladesh | 1–0   | 1-0      | Éliminatoires de la zone Asie de la Coupe du monde de football 2022 |
| 2. | 8 juin 2022       | Salt Lake Stadium, Calcutta, Inde   | Hong Kong  | 1–2   | 1-2      | Troisième tour des éliminatoires de la Coupe d'Asie 2023            |